# Miracle Mineral Supplement
Miracle Mineral Supplement (em português: Suplemento Mineral Milagroso), também conhecido como Solução Mineral Mestre ou pela sigla MMS, é uma solução de dióxido de cloro, um alvejante (lixívia) industrial. É feito ao misturar uma solução de 28% de clorito de sódio em uma solução com um ácido, como suco cítrico. Essa mistura produz dióxido de cloro, um químico tóxico que por meio de ingestão ou exposição causa irritação nasal, irritação nos olhos, pulmões e garganta, náuseas, vômito, dificuldades de respiração, diarreia, desidratação severa, bem como outras complicações e até a morte. O nome foi cunhado pelo antigo cientologista Jim Humble, no seu livro auto-publicado The Miracle Mineral Solution of the 21st Century (A Solução Mineral Milagrosa do Século 21, em tradução livre). Uma versão mais diluída da solução é vendida como Solução de Dióxido de Cloro (CDS).
O MMS é falsamente promovido como suposto tratamento para o HIV, malária, hepatite, o vírus da gripe H1N1, resfriados comuns, autismo, acne, câncer, entre outros. Não houve testes clínicos para verificar essas afirmações, que se baseiam apenas em relatos anedóticos e no livro de Humble.
Em janeiro de 2010, o jornal diário The Sydney Morning Herald reportou que um vendedor admitiu que não publicam por escrito nenhuma das alegações de Humble, de modo a contornar a lei e regulamentações contra usá-lo como medicamento. Vendedores às vezes descrevem o MMS como purificador de água para contornar legislação e regulamentação médicas. O Movimento Internacional da Cruz Vermelha e do Crescente Vermelho negam peremptoriamente relatos de promotores do MMS de que  haviam usado o produto para combater a malária.
Clorito de sódio, o principal constituinte do MMS, é um químico tóxico que pode causar insuficiência renal aguda se ingerido. É comum que mesmo pequenas quantidades, de cerca de 1 grama, causem náuseas, vômitos, corrosão de membranas mucosas internas, como as do intestino delgado e grosso (produzindo os chamados vermes de corda [en]) e até mesmo hemólise com risco de vida em pessoas com deficiência em glucose-6-fosfato desidrogenase. Quando ácido cítrico ou outro ácido alimentar é usado para "ativar" o MMS, como descrito nas suas instruções, a mistura produz uma solução aquosa contendo dióxido de cloro, uma toxina e potente agente oxidante usado no tratamento de água e branqueamento industrial. A Agência de Proteção Ambiental dos Estados Unidos determinou um nível máximo permissível de dióxido de cloro de 0,8 mg/L em água potável. Naren Gunja, diretor do New South Wales Poisons Information Centre, afirmou que usar o produto é "parecido com beber alvejante concentrado" e que usuários demonstraram sintomas consistentes com lesões corrosivas, como vômitos, dores de estômago e diarreia.
Em maio de 2019, o médico brasileiro Drauzio Varella publicou um vídeo-aviso em seu canal do YouTube, alertando para os perigos da substância, que é altamente tóxica e prejudicial à saúde.

## Questões legais e de segurança
O jornal The Guardian descreveu o MMS como "algo extremamente desagradável, e o conselho médico dado é que qualquer pessoa que tenha estre produto deve parar de usá-lo imediatamente e jogá-lo fora. No Canadá, foi proibido depois de causar uma reação com risco de vida." Em agosto de 2009, uma mulher mexicana viajando com seu marido estadunidense, em seu iate em Vanuatu, tomou o MMS como prevenção para malária. Dentro de 15 minutos ela estava doente, e dentro de doze horas faleceu. O promotor público da nação insular, Kayleen Tavoa, não fez acusações formais por não haver legislação específica banindo a importação do MMS, mas aconselhou, "embora cada caso seja avaliado por seus próprios méritos, aconselho que qualquer pessoa que fizer uso indevido do MMS em Vanuatu no futuro está sujeita a enfrentar sérios processos criminais. Ninguém deve dar MMS para outra pessoa beber sem avisá-la do que está consumindo e dos riscos à saúde que podem surgir caso decidam consumir."
Em 2008, um homem canadense de 60 anos foi hospitalizado depois de uma resposta ameaçadora ao MMS. Após uma orientação, em maio de 2010, que indicou que o MMS excede os níveis toleráveis de clorito de sódio em um fator de 200, um fornecedor de Calgary interrompeu brevemente a distribuição. Uma advertência da Health Canada de fevereiro de 2012, que resultou na desativação de um site, aconselhou: "Não há produtos terapêuticos contendo clorito de sódio autorizados para consumo oral por humanos no Canadá." No Reino Unido, a Food Standards Agency também publicou uma advertência, seguindo a advertência inicial da Health Canada e uma advertência similar da Food and Drug Administration dos Estados Unidos, na qual foi declarado que "MMS é uma solução de 28% de clorito de sódio que equivale a alvejante de nível industrial. Quando consumido como indicado, pode causar náusea severa, vômito e diarreia, potencialmente levando a desidratação e baixa pressão sanguínea. Se a solução é diluída em quantidade menor do que o instruído, pode causar danos ao intestino e aos glóbulos vermelhos, potencialmente resultando em insuficiência respiratória. Versões mais diluídas tem potencial para causar danos, embora seja menos provável. A Food Standards Agency reiterou desde então sua advertência sobre MMS e a estendeu para incluir o CDS.
Vendedores atribuem os vômitos, náusea e diarreia ao efeito do produto funcionando, mas é simplesmente a toxicidade do mesmo.
Em dezembro de 2009, um alerta foi emitido pelo Centro de Controle de Intoxicações da Bélgica à Associação de Clínicos Toxicologistas e Centros de Intoxicação da Europa. Em resposta, uma avaliação foi executada pelo "Comité de Coordination de Toxicovigilance", da França, em março de 2010, alertando sobre uma irritação dependente da dose e possíveis efeitos tóxicos. Também alertaram que pacientes afetados por doenças sérias podem se sentir tentados a interromper seus tratamentos em favor do tratamento alternativo. Um comunicado semelhante foi publicado em julho de 2010 pela Food and Drug Administration, alertando que as instruções para preparar a solução misturando-a com uma solução ácida, ou mesmo suco de laranja, produziriam dióxido de cloro, "um potente alvejante usado para remover coloração de tecidos e tratamento de água industrial." Por conta dos relatos incluindo náusea, vômito, e pressão arterial perigosamente baixa como resultado da desidratação ao seguir o uso indicado, a FDA aconselhou aos consumidores descartar o produto imediatamente.
O MMS não é aprovado para tratamento de nenhuma doença e, segundo a Agência de Proteção Ambiental dos Estados Unidos, exposição crônica à pequenas doses de dióxido de cloro podem causar danos reprodutivos e ao neurodesenvolvimento. Enquanto estudos dos efeitos do dióxido de cloro em humanos são raros, estudos em animais são mais comuns; demonstrou-se que o dióxido de cloro prejudica a função da tireoide e reduz a contagem de células T auxiliares CD4+ em macacos-grivet após seis meses. Outro estudo em ratos resultou na redução da contagem de glóbulos vermelhos quando expostos a 100 mg/L de concentração de dióxido de cloro em sua água potável, após 3 meses O Departamento de Trabalho dos Estados Unidos restringe a exposição ocupacional através da inalação do dióxido de cloro a 0,1 ppm, visto que concentrações de 10 ppm resultaram em morte em ratos, após 10 dias, enquanto um caso onde um trabalhador foi exposto acidentalmente a 19 ppm resultou em morte. De acordo com a mesma organização, "dióxido de cloro é um irritante severo aos olhos e à respiração em humanos."

### Brasil
No Brasil, a Agência Nacional de Vigilância Sanitária baniu a fabricação, distribuição, comercialização e uso do MMS desde junho de 2018. Não há estudos científicos que comprovem a eficácia do produto. No país, o médico Lair Ribeiro propagava o uso do produto como cura do autismo. Pelo menos 200 anúncios já foram derrubados na internet. Entretanto, vários deles reaparecem com outros nomes. De acordo com Andréa Werner, os pais são enganados a acreditar que os pedaços que se descolam do intestino são vermes que causariam o autismo, o que não é verdade. As famílias de crianças autistas são abordadas e enganadas em grupos de WhatsApp, recebendo histórias de pessoas que dizem ter sido curadas pelo produto. O portal do Drauzio Varella afirma que a cura do autismo por meio do produto é Fake news.
| “         | O dióxido de cloro não tem aprovação como medicamento em nenhum lugar do mundo. A sua ingestão traz riscos imediatos e a longo prazo para os pacientes, principalmente às crianças. | ” |
| — ANVISA, | |   |

## Investigações
Em 2015, a BBC Londres realizou uma investigação secreta sobre MMS, com um repórter posando como um membro da família de uma pessoa com autismo. O repórter da BBC comprou duas garrafas contendo clorito de sódio e ácido clorídrico de um autointitulado "reverendo" chamado Leon Edwards, ligado à Igreja Genesis II nos Estados Unidos. Edwards disse ao repórter que as soluções curariam quase todas as doenças, incluindo câncer, HIV, malária, autismo e doença de Alzheimer. Ele recomendou 27 gotas por dia para um bebê. A análise laboratorial mostrou mais tarde que a concentração de ambas as soluções engarrafadas era mais forte do que a anunciada. Edwards disse ao repórter:
"Eu coloquei nos meus olhos, no meu nariz, nas minhas orelhas, tomei banho nele, respirei nos meus pulmões. Eu me injetei nas minhas nádegas com ele."
A Eyewitness News e a ABC News investigaram o fenômeno MMS em 2016 e descobriram uma "rede subterrânea" centrada no sul da Califórnia, que estava promovendo a substância como uma cura para doenças como câncer, Parkinson e autismo infantil.
Foi relatado em janeiro de 2018 que pelo menos seis forças policiais investigaram o uso de MMS no Reino Unido, onde continua disponível. Porta-vozes da Agência Reguladora de Medicamentos e Produtos de Saúde do Reino Unido e da Food Standards Agency alertaram repetidamente para os perigos do uso de tal produto.

## Julgamentos
Kerri Rivera, ex-moradora de Chicago, que agora reside no México, foi solicitada pela Procuradora Geral de Illinois a assinar um documento afirmando que ela não mais promoveria o uso de dióxido de cloro tóxico, ou "CD", no estado de Illinois. O acordo, que Rivera assinou, diz: "A ré [Rivera] faz afirmações médicas e de saúde infundadas sobre o uso de dióxido de cloro no tratamento do autismo. Na verdade, a ré carece de evidência científica competente e confiável para sustentar suas alegações de que o dióxido de cloro pode tratar o autismo. O ato da ré de promover alegações médicas e de saúde infundadas sobre o uso do dióxido de cloro no tratamento do autismo constitui uma violação da Seção 2 da Lei de Fraude do Consumidor." O acordo continuou a impedir Rivera de falar em seminários e vender dióxido de cloro ou substâncias similares para o tratamento do autismo. No entanto, Rivera opera uma página no Facebook e um site que promovem injetar crianças autistas com uma fórmula tóxica de dióxido de cloro via enema, e afirma que o revestimento intestinal e as membranas expelidas por crianças são parasitas (ver "vermes-corda"), o que é notoriamente falso. A então procuradora-geral Lisa Madigan descreveu o caso dizendo: "Você tem uma situação em que há pessoas, charlatões completos, que estão promovendo um produto químico muito perigoso sendo dado a crianças pequenas... Ingerir o que equivale a um produto químico tóxico - alvejante - não vai curar seu filho." Rivera defende o tratamento de bebês e crianças pequenas, bem como crianças mais velhas, com enemas de dióxido de cloro, exigindo que as crianças também bebam a solução e tomem banho nela.
MMS foi uma cura promovida por um casal australiano que visava a área de Seattle. Eles administravam sites usando depoimentos falsos, fotografias e endereços de Seattle, para promover livros para download que continham curas secretas e vendiam garrafas rotuladas de "gotas de purificação de água" com uma marca de "MMS Professional". A Procuradoria Geral do Estado de Washington entrou com uma ação judicial e, em conjunto com a Comissão Australiana de Concorrência e Consumidores (ACCC), conseguiu um acordo de mais de 40 mil dólares, cerca de 25 mil para custas judiciais e 14 mil para serem divididos entre 200 consumidores. Na ação judicial da ACCC, o juiz-presidente descreveu as curas como charlatanismo e considerou as alegações nos sites "falsas, ardilosas e enganosas".
Uma mulher da cidade de Mackay, na Austrália, sem qualificações para praticar, cobrava AU$ 2.000 para injetar pacientes com MMS em sua garagem, que não dispunha de instalações adequadas para esterilização, e chegou a aconselhar uma pessoa a evitar a quimioterapia enquanto "promovia desonestamente seus benefícios sem base científica para suas afirmações." O Escritório de Comércio Justo de Queensland emitiu uma ordem judicial proibindo-a de "fazer quaisquer alegações de que ela é capaz de tratar, curar ou beneficiar qualquer pessoa que sofre de câncer" e ela foi obrigada a bancar as custas judiciais de AU$ 12.000.
Em 28 de maio de 2015, um júri federal dos EUA considerou Louis Daniel Smith culpado de conspiração, contrabando, venda de drogas falsificadas e defraudar os Estados Unidos em relação à venda de MMS. De acordo com as evidências apresentadas no julgamento, Smith criou negócios fajutos de “purificação de água” e “tratamento de águas residuais” para obter clorito de sódio e transportar o Miracle Mineral Supplement sem ser detectado pelo governo. Em 28 de outubro de 2015, Smith foi condenado a servir quatro anos e três meses em prisão federal, seguidos por três anos de liberdade supervisionada. Apesar da sentença de Smith, a Igreja de Saúde e Cura Gênesis II continua promovendo a venda e o uso de MMS em muitos países, incluindo os EUA. Em um artigo do Washington Post, Floyd Jerred, um bispo da Igreja de Saúde e Cura de Gênesis II foi citado falando a respeito do MMS: "Contanto que eu esteja apenas te falando sobre isso, é apenas educação", e da sentença de Smith: "E se eles me prendem, sei fazer viagens fora do corpo. Eu posso ir a qualquer lugar, ver qualquer coisa que eu queira ver de qualquer maneira."